# Francesc Caula i Vegas
Francesc Caula i Vegas (Osuna, 1887 - Barcelona, 1973) va ser un historiador resident a Girona.
Havia estudiat dret, però va dedicar gran part de la seva vida a investigar la història de la Garrotxa. Va escriure per al gran públic. A més de publicar diversos llibres i articles científics, també va ser un refinat dibuixant.
Un important estudi fet per l'investigador va ser el de la Casa Forta de Juvinyà, una construcció d'arquitectura romànica, que ha perdurat fins als nostres dies, amb algunes modificacions. La casa està a Sant Joan les Fonts, i data de mitjans del segle XI. Va atraure l'atenció de Caula el 1917, donant inici a una sèrie d'investigacions sobre la seva història, el seu origen, els seus ocupants i els antics propietaris. Per a la seva investigació, va consultar un gran nombre de fonts documentals en arxius locals i privats.
Les parròquies i comunes de Santa Eulàlia de Begudà i Sant Joan les Fonts i El regent senyorial són dos exemples del treball realitzat per Caula, llibres que constitueixen un material essencial per a conèixer la història d'aquest municipi. A més d'això, va participar en diferents publicacions periòdiques, com la revista olotina El deber.
Durant els anys de residència a Sant Joan les Fonts va participar activament en la vida política, sent alcalde de la població en la dècada dels anys 1920, entre 1922 i 1927. En aquest període va preparar l'escut municipal, va establir el calendari de la Festa Major i va participar ensenyant disseny i dibuix als adolescents de la població. La Biblioteca Pública de Sant Joan Les Fonts porta el seu nom en homenatge a la seva persona.

## Llegat
El 2021 el seu fons personal va ser donat a l'Arxiu Comarcal de la Garrotxa. La tardor de 2023 se li va dedicar una exposició commemorativa, amb motiu del 50è aniversari de la seva mort "50 anys de la mort de Francesc Caula Vegas".